# منتخب الإمارات العربية المتحدة لكرة الطائرة للرجال
منتخب الإمارات العربية المتحدة لكرة الطائرة للرجال هو ممثل الإمارات العربية المتحدة الرسمي في المنافسات الدولية في كرة طائرة في فئة كرة الطائرة للرجال.